# Моравіца
Моравіца (рум. Moravița) — село у повіті Тіміш в Румунії. Входить до складу комуни Моравіца.
Село розташоване на відстані 391 км на захід від Бухареста, 56 км на південь від Тімішоари.

## Населення
За даними перепису населення 2002 року у селі проживали 1040 осіб.
Національний склад населення села:
| Національність | Кількість осіб | Відсоток |
| -------------- | -------------- | -------- |
| румуни         | 967            | 93,0 %   |
| німці          | 29             | 2,8 %    |
| угорці         | 20             | 1,9 %    |
| серби          | 11             | 1,1 %    |
| хорвати        | 8              | 0,8 %    |

Рідною мовою назвали:
| Мова       | Кількість осіб | Відсоток |
| ---------- | -------------- | -------- |
| румунська  | 969            | 93,2 %   |
| німецька   | 29             | 2,8 %    |
| угорська   | 20             | 1,9 %    |
| сербська   | 10             | 1,0 %    |
| хорватська | 8              | 0,8 %    |